# بشير بن حسان النهدي
بشير بن حسان النهدي والي الكوفة أيام سليمان بن عبد الملك.